# Abuta grandifolia
Abuta grandifolia là một loài thực vật có hoa trong họ Biển bức cát. Loài này được (Mart.) Sandwith mô tả khoa học đầu tiên năm 1937.